# België op de Wereldspelen 2022
België nam deel aan de Wereldspelen 2022 in Birmingham, Verenigde Staten van 7 tot en met 17 juli 2022.

## Atleten
| Sport           | Mannen | Vrouwen | Totaal |
| --------------- | ------ | ------- | ------ |
| Acrogrym        | 5      | 4       | 9      |
| Biljart         | 1      | 0       | 1      |
| Boogschieten    | 0      | 1       | 1      |
| Danssport       | 1      | 2       | 3      |
| Duatlon         | 3      | 3       | 6      |
| Jujitsu         | 2      | 2       | 4      |
| Kanovaren       | 1      | 0       | 1      |
| Karate          | 1      | 0       | 1      |
| Kickboksen      | 0      | 1       | 1      |
| Klimsport       | 2      | 1       | 3      |
| Korfbal         | 7      | 7       | 14     |
| Luchtsport      | 1      | 0       | 1      |
| Oriëntatieloop  | 1      | 0       | 1      |
| Parkour         | 1      | 0       | 1      |
| Petanque        | 0      | 2       | 2      |
| Powerliften     | 1      | 0       | 1      |
| Reddend zwemmen | 5      | 5       | 10     |
| Skeeleren       | 1      | 0       | 1      |
| Squash          | 0      | 1       | 1      |
| Touwtrekken     | 11     | 0       | 11     |
| Tumbling        | 1      | 0       | 1      |
| Waterskieën     | 1      | 0       | 1      |
| totaal          | 46     | 29      | 75     |

## Medailleoverzicht
| Medaille | Naam | Sport           | Onderdeel                       | Datum        |
| -------- | --- | --------------- | ------------------------------- | ------------ |
| Goud     | Bart Swings | Skeeleren       | 10 km puntenafvalling (m)       | 9 juli 2022  |
| Goud     | Bart Swings | Skeeleren       | 10 km afvalling (m)             | 10 juli 2022 |
| Goud     | Bart Swings | Skeeleren       | 10 km puntenkoers op de weg (m) | 10 juli 2022 |
| Goud     | Bart Swings | Skeeleren       | 15 km afvalling op de weg (m)   | 12 juli 2022 |
| Goud     | Helena Heijens Bram Röttger | Acrogym         | gemengd paar                    | 15 juli 2022 |
| Goud     | Florian Bayili | Jiujitsu        | -69 kg (m)                      | 15 juli 2022 |
| Goud     | Licaï Pourtois | Jiujitsu        | -57 kg (v)                      | 15 juli 2022 |
| Goud     | Nicolas Collin | Klimsport       | boulder (m)                     | 15 juli 2022 |
| Goud     | Maurine Ricour | Duatlon         | vrouwen                         | 16 juli 2022 |
| Goud     | Kim Bergmans Lise De Meyst Bo Hollebosch | Acrogym         | trio (v)                        | 16 juli 2022 |
| Goud     | Tinne Gilis | Squash          | vrouwen                         | 17 juli 2022 |
|          | |                 |                                 |              |
| Zilver   | Ian Lodens Charis Gravensteyn | Jiujitsu        | gemengd                         | 16 juli 2022 |
| Zilver   | Simon De Wever Jonas Raus Viktor Vermeire Wannes Vlaeminck | Acrogym         | team (m)                        | 17 juli 2022 |
| Zilver   | Belgisch korfbalteam Kian Amorgaste Julie Caluwé Lars Courtens Jordan de Vogelaere Lauren Denis Shiara Driesen Amber Engels Jari Hardies Lennert Impens Lisa Pauwels Stien Reyntjens Cédric Schoumacker Saar Seys Brent Struyf | Korfbal         | team                            | 17 juli 2022 |
| Zilver   | Arnaud Dely Maurine Ricour | Duatlon         | mixed relay                     | 17 juli 2022 |
|          | |                 |                                 |              |
| Brons    | Bart Swings | Skeeleren       | 1000 meter (m)                  | 9 juli 2022  |
| Brons    | Jérémy Lorsignol | Parkour         | freestyle (m)                   | 11 juli 2022 |
| Brons    | Sofie Boogaerts Stefanie Lindekens Aurelie Romanini Nele Vanbuel | Reddend zwemmen | 4x25m popzwemmen (v)            | 11 juli 2022 |
| Brons    | Belgisch touwtrekteam Wim Broeckx Wim De Schutter Jan Hendrickx Joeri Janssens Luc Mertens Raf Mertens Wouter Raeymaekers Johny Schuermans Ief Smets Dries Vermeiren Joris Vermeiren                                           | Touwtrekken     | -640 kg (m)                     | 15 juli 2022 |
| Brons    | Eddy Merckx | Biljart         | driebanden (m)                  | 16 juli 2022 |

## Deelnemers en resultaten

### Acrogym
| Atleet                                                     | Onderdeel    | Kwalificatie | Kwalificatie | Kwalificatie | Kwalificatie | Finale    | Finale |
| Atleet                                                     | Onderdeel    | Balans       | Dynamiek     | Totaal       | Totaal       | Finale    | Finale |
| Atleet                                                     | Onderdeel    | Balans       | Dynamiek     | Resultaat    | Rang         | Resultaat | Rang   |
| ---------------------------------------------------------- | ------------ | ------------ | ------------ | ------------ | ------------ | --------- | ------ |
| Helena Heijens Bram Röttger                                | gemengd paar | 29.980       | 29.830       | 59.810       | 1 Q          | 29.700    | Goud   |
| Kim Bergmans Lise De Meyst Bo Hollebosch                   | Trio vrouwen | 27,750       | 28,630       | 56,380       | 3 Q          | 29,970    | Goud   |
| Simon De Wever Jonas Raus Viktor Vermeire Wannes Vlaeminck | Team mannen  | 28,290       | 27,900       | 56,190       | 3 Q          | 29,360    | Zilver |

### Biljart
| Atleet      | Onderdeel                   | Eerste ronde           | Kwartfinale            | Halve finale           | Finale / BM              | Finale / BM |
| Atleet      | Onderdeel                   | Tegenstander Uitslag   | Tegenstander Uitslag   | Tegenstander Uitslag   | Tegenstander Uitslag     | Rang        |
| ----------- | --------------------------- | ---------------------- | ---------------------- | ---------------------- | ------------------------ | ----------- |
| Eddy Merckx | Drieband individueel mannen | Erick Tellez W 40 - 16 | Dani Sánchez W 40 - 38 | Dick Jaspers V 40 - 16 | Pedro González W 40 - 24 | Brons       |

### Boogschieten
| Atleet        | Onderdeel            | Plaatsingsronde | Plaatsingsronde | Eerste ronde             | Tweede ronde           | Kwartfinale          | Halve finale         | Finale / BM          | Finale / BM     |
| Atleet        | Onderdeel            | Score           | Rang            | Tegenstander Uitslag     | Tegenstander Uitslag   | Tegenstander Uitslag | Tegenstander Uitslag | Tegenstander Uitslag | Rang            |
| ------------- | -------------------- | --------------- | --------------- | ------------------------ | ---------------------- | -------------------- | -------------------- | -------------------- | --------------- |
| Sarah Prieels | Compoundboog vrouwen | 694             | 12 Q            | Mariana Zúñiga W 136-135 | Paige Pearce V 146-147 | Did not advance      | Did not advance      | Did not advance      | Did not advance |

### Danssport
| Atleet                         | Onderdeel   | Eerste ronde | Eerste ronde | Tweede ronde | Tweede ronde | Halve finale | Halve finale | Finale         | Finale         | Finale         | Finale         |
| Atleet                         | Onderdeel   | Eerste ronde | Eerste ronde | Tweede ronde | Tweede ronde | Halve finale | Halve finale | Voettechniek   | Voettechniek   | Acrobatiek     | Acrobatiek     |
| Atleet                         | Onderdeel   | Score        | Rang         | Score        | Rang         | Score        | Rang         | Score          | Rang           | Score          | Rang           |
| ------------------------------ | ----------- | ------------ | ------------ | ------------ | ------------ | ------------ | ------------ | -------------- | -------------- | -------------- | -------------- |
| Marie Peters & Benedikt Andres | Rock'n'Roll | 54,14        | 10           | 60,14        | 4 Q          | 67,59        | 9            | niet geplaatst | niet geplaatst | niet geplaatst | niet geplaatst |

| Atleet          | Onderdeel | Groepsfase              | Groepsfase             | Groepsfase             | Groepsfase | Kwartfinale          | Halve finale         | Finale / BM          | Finale / BM    |
| Atleet          | Onderdeel | Tegenstander Uitslag    | Tegenstander Uitslag   | Tegenstander Uitslag   | Rang       | Tegenstander Uitslag | Tegenstander Uitslag | Tegenstander Uitslag | Rang           |
| --------------- | --------- | ----------------------- | ---------------------- | ---------------------- | ---------- | -------------------- | -------------------- | -------------------- | -------------- |
| Maxime Blieck   | B-Girls   | Camine Van Hoof V 0 - 2 | Sunny Choi G 1 - 1     | Paulina Starus W 2 - 0 | 3          | niet geplaatst       | niet geplaatst       | niet geplaatst       | niet geplaatst |
| Camine Van Hoof | B-Girls   | Maxime Blieck W 2 - 0   | Paulina Starus W 2 - 0 | Sunny Choi V 0 - 2     | 2 Q        | Ami Yuasa V 0 - 2    | niet geplaatst       | niet geplaatst       | niet geplaatst |

### Duatlon
| Athlete                       | Event       | Final   | Final  |
| Athlete                       | Event       | Result  | Rank   |
| ----------------------------- | ----------- | ------- | ------ |
| Vincent Bierinckx             | Mannen      | 1.50.12 | 6      |
| Arnaud Dely                   | Mannen      | 1.49.32 | 5      |
| Angelo Vandecasteele          | Mannen      | 1.49.04 | 4      |
| Lotte Claes                   | Vrouwen     | DSQ     | DSQ    |
| Maurine Ricour                | Vrouwen     | 2.01.38 | Goud   |
| Laura Swannet                 | Vrouwen     | DSQ     | DSQ    |
| Arnaud Dely Maurine Ricour    | Mixed relay | 1.19.25 | Zilver |
| Vincent Bierinckx Lotte Claes | Mixed relay | 1.20.00 | 4      |

### Jiujitsu
| Atleet                        | Onderdeel                      | Groepsfase                                         | Groepsfase                               | Groepsfase | Halve Finale                                     | Finale / BM                                        | Finale / BM |
| Atleet                        | Onderdeel                      | Tegenstander Uitslag                               | Tegenstander Uitslag                     | Rang       | Tegenstander Uitslag                             | Tegenstander Uitslag                               | Rang        |
| ----------------------------- | ------------------------------ | -------------------------------------------------- | ---------------------------------------- | ---------- | ------------------------------------------------ | -------------------------------------------------- | ----------- |
| Florian Bayili                | Klasse tot 69 kilogram mannen  | Adrian Milord\| W 14 - 0                           | Valentin Blumental W 6 - 2               | 1 Q        | Viki Dabush W 14 - 0                             | Mohamed Alsuwaidi W 0 - 0, Voordeelpunt            | Goud        |
| Licaï Pourtois                | Klasse tot 57 kilogram vrouwen | Margarita Rosa Campos Obando W 14 - 0              | Christina Koutoulaki W 10 - 2            | 1 Q        | Rebekka Ziska Dahl - W 16 - 4                    | Christina Koutoulaki W opgave                      | Goud        |
| Ian Lodens Charis Gravensteyn | Gemengd duo                    | Warawut Saengsriruang - Lalita Yuennan V 69,5 - 72 | Genoveva Dobre - Ionut Dobre W 72 - 67,5 | 2 Q        | Sofia Jokl - Thomas Schoenenberger W 71,5 - 69,5 | Warawut Saengsriruang - Lalita Yuennan V 74,5 - 75 | Zilver      |

### Kanovaren
| Athlete  | Event                | Qualification | Qualification | Final      | Final |
| Athlete  | Event                | Result        | Rank          | Result     | Rank  |
| -------- | -------------------- | ------------- | ------------- | ---------- | ----- |
| Daan Cox | Korte afstand mannen | 14.50,94      | 14 Q          | 15.11,80   | 13    |
| Daan Cox | Lange afstand mannen | n.v.t.        | n.v.t.        | 1.34.47,20 | 16    |

### Karate
| Atleet           | Onderdeel                            | Groepsfase                 | Groepsfase               | Groepsfase                 | Groepsfase | Halve finale         | Finale / BM          | Finale / BM |
| Atleet           | Onderdeel                            | Tegenstander Uitslag       | Tegenstander Uitslag     | Tegenstander Uitslag       | Rang       | Tegenstander Uitslag | Tegenstander Uitslag | Rang        |
| ---------------- | ------------------------------------ | -------------------------- | ------------------------ | -------------------------- | ---------- | -------------------- | -------------------- | ----------- |
| Quentin Mahauden | Kumite klasse tot 75 kilogram mannen | Nurkanat Azhikanov G 5 - 5 | Stanislav Horuna V 0 - 2 | Abdalla Abdelaziz V 4 - 12 | 4          | niet geplaatst       | niet geplaatst       | 7           |

### Kickboksen
| Atleet         | Onderdeel                      | Kwartfinale            | Halve finale              | Finale / BM             | Finale / BM |
| Atleet         | Onderdeel                      | Tegenstander Uitslag   | Tegenstander Uitslag      | Tegenstander Uitslag    | Rang        |
| -------------- | ------------------------------ | ---------------------- | ------------------------- | ----------------------- | ----------- |
| Hélène Connart | Klasse tot 60 kilogram vrouwen | Sofia Oliveira W 2 - 1 | Milana Bjelogrlic V 1 - 2 | Alina Martyniuk V 1 - 2 | 4           |

### Klimsport
| Atleet            | Onderdeel       | Kwalificatie | Kwalificatie | Finale         | Finale         |
| Atleet            | Onderdeel       | Resultaat    | Rang         | Resultaat      | Rang           |
| ----------------- | --------------- | ------------ | ------------ | -------------- | -------------- |
| Hannes Van Duysen | Boulder mannen  | 1T4z         | 7            | niet geplaatst | niet geplaatst |
| Nicolas Collin    | Boulder mannen  | 2T3z         | 6 Q          | 4T4z           | Goud           |
| Nicolas Collin    | Lead mannen     | 36+          | 3 Q          | 22+            | 6              |
| Chloé Caulier     | Boulder vrouwen | 2T4z         | 8            | niet geplaatst | niet geplaatst |
| Chloé Caulier     | Lead vrouwen    | 28+          | 8 Q          | 29             | 8              |

### Korfbal
| Atleet      | Onderdeel | Groepsfase           | Groepsfase           | Groepsfase           | Groepsfase | Halve finale             | Finale / BM          | Finale / BM |
| Atleet      | Onderdeel | Tegenstander Uitslag | Tegenstander Uitslag | Tegenstander Uitslag | Rang       | Tegenstander Uitslag     | Tegenstander Uitslag | Rang        |
| ----------- | --------- | -------------------- | -------------------- | -------------------- | ---------- | ------------------------ | -------------------- | ----------- |
| Team België | Korfbal   | Duitsland W 26 - 9   | China W 27 - 11      | Suriname W 29 - 14   | 1 Q        | Chinese Taipei W 19 - 18 | Nederland V 12 - 23  | Zilver      |

### Luchtsport
| Atleet                | Onderdeel   | Kwalificatie | Kwalificatie | Eerste ronde    | Tweede ronde | Herkansing 2    | Herkansing 3  | Kwartfinale     | Herkansing 4    | Halve finale    | Finale / BM     | Finale / BM |
| Atleet                | Onderdeel   | Score        | Rang         | Score Rang      | Score Rang   | Score Rang      | Score Rang    | Score Rang      | Score Rang      | Score Rang      | Score           | Rang        |
| --------------------- | ----------- | ------------ | ------------ | --------------- | ------------ | --------------- | ------------- | --------------- | --------------- | --------------- | --------------- | ----------- |
| Maximilien Pellichero | Droneracing | 26,093227    | 16           | 1.22,382848 2 Q | 1.12,15104 4 | 1.15,966464 1 Q | 1.12,292352 3 | Did not advance | Did not advance | Did not advance | Did not advance | 14          |

### Oriëntatieloop
| Atleet           | Onderdeel                   | Finale    | Finale |
| Atleet           | Onderdeel                   | Resultaat | Rang   |
| ---------------- | --------------------------- | --------- | ------ |
| Yannick Michiels | Sprint mannen               | 15.13,00  | 12     |
| Yannick Michiels | [Middellange afstand mannen | 40.34     | 20     |

### Parkour
| Athlete          | Event            | Qualification | Qualification | Final  | Final |
| Athlete          | Event            | Result        | Rank          | Result | Rank  |
| ---------------- | ---------------- | ------------- | ------------- | ------ | ----- |
| Jérémy Lorsignol | Speedrun mannen  | 24,59         | 5 Q           | 25,93  | 5     |
| Jérémy Lorsignol | Freestyle mannen | 19,5          | 6 Q           | 22,0   | Brons |

### Petanque
| Atleet          | Onderdeel                | Kwalificatie | Kwalificatie | Kwalificatie | Kwalificatie | Finale         | Finale         |
| Atleet          | Onderdeel                | Ronde 1      | Ronde 1      | Ronde 2      | Ronde 2      | Finale         | Finale         |
| Atleet          | Onderdeel                | Score        | Rang         | Score        | Rang         | Score          | Rang           |
| --------------- | ------------------------ | ------------ | ------------ | ------------ | ------------ | -------------- | -------------- |
| Jessica Meskens | Precisieschieten vrouwen | 24           | 6            | 22           | 5            | niet geplaatst | niet geplaatst |

| Atleet                       | Onderdeel          | Groepsfase                         | Groepsfase                                | Groepsfase                                     | Groepsfase | Semifinal            | Finale / BM          | Finale / BM    |
| Atleet                       | Onderdeel          | Tegenstander Uitslag               | Tegenstander Uitslag                      | Tegenstander Uitslag                           | Rang       | Tegenstander Uitslag | Tegenstander Uitslag | Rang           |
| ---------------------------- | ------------------ | ---------------------------------- | ----------------------------------------- | ---------------------------------------------- | ---------- | -------------------- | -------------------- | -------------- |
| Nancy Barzin Jessica Meskens | Dubbelspel vrouwen | Verena Gabe- Eileen Jenal V 3 - 13 | Janice Bissonnette - Rebeka Howe V 0 - 13 | Nantawan Fue Angsanit- Phantipha Wongchuvej NM | 4          | niet geplaatst       | niet geplaatst       | niet geplaatst |

### Powerliften
| Atleet               | Onderdeel           | Finale    | Finale |
| Atleet               | Onderdeel           | Resultaat | Rang   |
| -------------------- | ------------------- | --------- | ------ |
| Jeroen Van Heesvelde | Zwaargewicht mannen | 96,40     | 9      |

### Reddend zwemmen
| Atleet                                                               | Onderdeel                           | Finale    | Finale |
| Atleet                                                               | Onderdeel                           | Resultaat | Rang   |
| -------------------------------------------------------------------- | ----------------------------------- | --------- | ------ |
| Corentin Stavart                                                     | 100 m popzwemmen met vinnen mannen  | 53,46     | 6      |
| Aurelie Romanini                                                     | 50 m popzwemmen vrouwen             | 36,18     | 6      |
| Bo Van de Plas                                                       | 100 m popzwemmen met vinnen vrouwen | 59,60     | 5      |
| Bo Van de Plas                                                       | 200 m reddend zwemmen vrouwen       | 2.25,57   | 4      |
| Joni Ceusters Jeroen Lecoutere Maarten Van Laethem Jelle Vandersteen | 4x25 m popzwemmen mannen            | 1.10,79   | 5      |
| Joni Ceusters Jeroen Lecoutere Corentin Stavart Maarten Van Laethem  | 4x50 m hindernissen mannen          | 1.42,22   | 8      |
| Joni Ceusters Jeroen Lecoutere Corentin Stavart Maarten Van Laethem  | 4x50 m aflossing mannen             | 1:32.76   | 8      |
| Sofie Boogaerts Stefanie Lindekens Aurelie Romanini Nele Vanbuel     | 4x25 m popzwemmen vrouwen           | 1.23,41   | Brons  |
| Sofie Boogaerts Stefanie Lindekens Aurelie Romanini Nele Vanbuel     | 4x50 m aflossing vrouwen            | 1.43,18   | 8      |
| Sofie Boogaerts Stefanie Lindekens Aurelie Romanini Bo Van de Plas   | 4x50 m hindernissen vrouwen         | 1.55,66   | 8      |

### Skeeleren op de piste
| Atleet      | Onderdeel                    | Eerste ronde | Eerste ronde | Halve finale | Halve finale | Finale    | Finale |
| Atleet      | Onderdeel                    | Resultaat    | Rang         | Resultaat    | Rang         | Resultaat | Rang   |
| ----------- | ---------------------------- | ------------ | ------------ | ------------ | ------------ | --------- | ------ |
| Bart Swings | 1000 m sprint mannen         | 1.24,765     | 6 Q          | 1.23,931     | 1 Q          | 1?27,339  | Brons  |
| Bart Swings | 10 km puntenafvalling mannen |              |              |              |              | 18        | Goud   |
| Bart Swings | 10 km afvalling mannen       |              |              |              |              | 15.16,914 | Goud   |

### Skeeleren op de weg
| Atleet      | Onderdeel               | Finale    | Finale |
| Atleet      | Onderdeel               | Resultaat | Rang   |
| ----------- | ----------------------- | --------- | ------ |
| Bart Swings | 10 km puntenrace mannen | 27        | Goud   |
| Bart Swings | 15 km afvalling mannen  | 25.43,092 | Goud   |

### Squash
| Atleet      | Onderdeel         | Eerste ronde         | Tweede ronde                | Kwartfinale                       | Halve finale                           | Finale / BM                            | Finale / BM |
| Atleet      | Onderdeel         | Tegenstander Uitslag | Tegenstander Uitslag        | Tegenstander Uitslag              | Tegenstander Uitslag                   | Tegenstander Uitslag                   | Rang        |
| ----------- | ----------------- | -------------------- | --------------------------- | --------------------------------- | -------------------------------------- | -------------------------------------- | ----------- |
| Tinne Gilis | enkelspel vrouwen |                      | Nikki Todd W 11 - 7, 11 - 4 | Marina Stefanoni W 11 - 5, 11 - 7 | Coline Aumard W 11 - 7, 11 - 9, 11 - 6 | Lucy Beecroft W 11 - 9, 11 - 7, 11 - 6 | Goud        |

### Touwtrekken
| Atleet | Onderdeel                      | Groepsfase           | Groepsfase               | Groepsfase           | Groepsfase           | Groepsfase           | Groepsfase | Halve finale         | Finale / BM          | Finale / BM |
| Atleet | Onderdeel                      | Tegenstander Uitslag | Tegenstander Uitslag     | Tegenstander Uitslag | Tegenstander Uitslag | Tegenstander Uitslag | Rang       | Tegenstander Uitslag | Tegenstander Uitslag | Rang        |
| --- | ------------------------------ | -------------------- | ------------------------ | -------------------- | -------------------- | -------------------- | ---------- | -------------------- | -------------------- | ----------- |
| Belgisch touwtrekteam Wim Broeckx Wim De Schutter Jan Hendrickx Joeri Janssens Luc Mertens Raf Mertens Wouter Raeymaekers Johny Schuermans Ief Smets Dries Vermeiren Joris Vermeiren | Klasse tot 640 kilogram mannen | Italië G 1 - 1       | Groot-Brittannië V 0 - 3 | Duitsland G 1 - 1    | Nederland W 3 - 0    | Zwitserland V 0 - 3  | 4 Q        | Zwitserland V 0 - 2  | Duitsland W 2 - 0    | Brons       |

### Tumbling
| Atleet     | Onderdeel       | Kwalificatie | Kwalificatie | Finale 1  | Finale 1 | Finale 2       | Finale 2       |
| Atleet     | Onderdeel       | Resultaat    | Rang         | Resultaat | Rang     | Resultaat      | Rang           |
| ---------- | --------------- | ------------ | ------------ | --------- | -------- | -------------- | -------------- |
| Sam D'Hoop | Tumbling mannen | 50,600       | 7 Q          | 21,300    | 8        | niet geplaatst | niet geplaatst |

### Waterskiën
| Atleet           | Onderdeel          | Kwalificatie | Kwalificatie | Finale    | Finale |
| Atleet           | Onderdeel          | Resultaat    | Rang         | Resultaat | Rang   |
| ---------------- | ------------------ | ------------ | ------------ | --------- | ------ |
| Olivier Fortamps | Figuurskiën mannen | 9810         | 5 Q          | 9410      | 5      |